# Banco Base
Banco Base fue una entidad financiera española creada en diciembre de 2010 a partir de la integración de las cajas CAM, Cajastur, Caja de Extremadura y Caja Cantabria. La integración se produjo mediante la fórmula de un Sistema Institucional de Protección, también conocido como fusión fría.

## Historia
El anuncio de la  fusión fría de la CAM, Cajastur, Caja de Extremadura y Caja Cantabria lo realizaron el presidente de la CAM Modesto Crespo y su director general Roberto López el 27 de mayo de 2010. La dirección de la CAM descartaba así la fusión con Caja Madrid, que era la opción preferida por el Banco de España, o con Bancaja, la otra gran caja de ahorros de la Comunidad Valenciana, que se había mostrado inviable.
El 30 de marzo de 2011 las asambleas de Cajastur, Caja Cantabria y Caja de Extremadura rechazaron la integración, tras haberse conocido que la situación de CAM era peor de lo que se pensaba, y que, dado el volumen de ayudas públicas necesarias, el Estado se convertiría en el principal accionista del Banco.
Estas tres cajas anunciaron su intención de seguir adelante con el proyecto sin CAM, aunque dado el relativamente pequeño tamaño que tendría, podrían buscar la incorporación de alguna otra entidad.
El 12 de mayo de ese mismo año Caja Mediterráneo adquirió el total de las acciones de Banco Base que, a partir de ese momento, pasó a denominarse Banco CAM, con sede social en Alicante y con esa caja como único accionista. Cajastur, Caja Cantabria y Caja de Extremadura crearían por su parte Effibank (más tarde, Liberbank), cuya marca comercial fue desde el principio Liberbank.

## Cifras
La propia entidad valoró su negocio bancario en 4.583 millones de euros, en contraposición a las cifras de Bankia (10.240 millones) y CaixaBank (19.321 millones).3324493820